# U6 snRNA
U6 snRNA（U6 small nuclear RNA）は、U6 snRNPのsnRNA構成要素であり、他のsnRNP、未修飾のpre-mRNA、さまざまな他のタンパク質とともにスプライソソームへと組み立てられるRNA-タンパク質複合体である。スプライソソームは巨大なRNA-タンパク質複合体で、pre-mRNAからのイントロンの除去を触媒する。スプライシング（イントロンの除去）は主要な転写後修飾であり、真核生物の核でのみ行われる。
U6のRNA配列は、スプライソソームに関与する5つのsnRNAの中で種間で最も高度に保存されていることから、U6 snRNAの機能の重要性、そしてそれが進化の過程で変化しなかったことが示唆される。
脊椎動物のゲノムには、U6 snRNAの遺伝子やU6に由来する偽遺伝子のコピーが多数存在するのが一般的である。このようにU6 snRNAの遺伝子の「バックアップ」が脊椎動物に広く存在することからも、生物の生存における進化的重要性がさらに示唆される。
U6 snRNAの遺伝子は線虫Caenorhabditis elegansを含む多数の生物で単離されている。中でも、出芽酵母（Saccharomyces cerevisiae）は、snRNA研究のモデル生物として広く利用されている。
U6 snRNAの構造と触媒機構はグループIIイントロンのドメインVに類似している。U6 snRNA中での三重鎖の形成はスプライシング活性に重要であり、スプライシング部位へ触媒部位をもたらす役割を果たしていると考えられている。

## 役割
スプライシング反応の初期段階では、U6 snRNPはU6 snRNAの塩基対の特異性によって、tri-snRNPのU4 snRNAと強固に、そしてU5 snRNAと緩く結合している。反応が進行すると、U6 snRNAはU4からほどかれてU2 snRNAと結合する。この反応の各段階では、U6 snRNAの二次構造には広範囲にわたるコンフォメーション変化が生じる。
スプライシング反応では、ラリアット（投げ縄）型中間体形成に先立って、U6 snRNAはイントロンの5'末端と塩基対形成し、この結合は反応が進行するために必要である。U6 snRNPとU2 snRNPとの塩基対形成による結合によってU6-U2複合体が形成され、スプライソソームの活性部位を構成する:433–437。

## 二次構造
コンセンサスとなる塩基対形成は5'末端の短いステムループに限定されているが、酵母など特定の生物ではより広範囲での構造形成が提唱されており、5'ステムループに加えて3'末端で分子内ステムループを形成する。

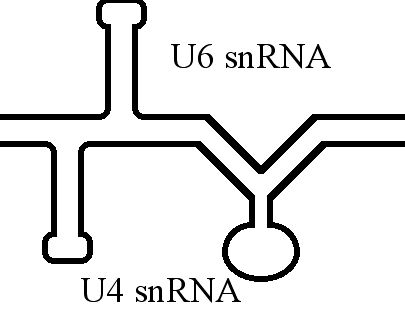
U4/U6 snRNA複合体

U6 snRNAはU4 snRNAと広範囲にわたって塩基対を形成することが知られている。この相互作用は3'分子内ステムループ形成と相互排他的であることが示されている。

## 結合タンパク質

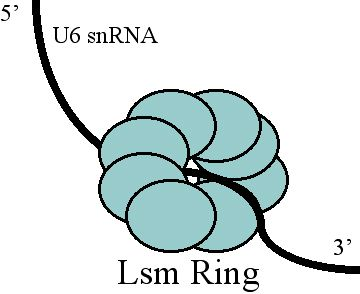
U6 snRNAへのLSmタンパク質の結合

遊離のU6 snRNAは、Prp24やLSmタンパク質と結合していることが知られている。Prp24はU6 snRNAと中間複合体を形成してU4とU6の間の広範囲にわたる塩基対形成を促進し、LSmはPrp24の結合を補助している可能性がある。これらのタンパク質が結合するドメインのおおよその位置は決定されており、タンパク質は後に電子顕微鏡によって可視化されている。この研究からは、遊離したU6 snRNAでは、Prp24はU6 snRNAのtelestemと呼ばれる領域に結合し、ウリジンに富む3'テールがLSmのリングを通過することが示唆されている。U6と結合する他の重要なタンパク質にはCwc2があり、Cwc2と触媒RNAエレメントとの相互作用によってスプライソソームの機能的な触媒コアの形成が誘導される。Cwc2とU6は、U6のISL（internal stem-loop）と呼ばれる領域と5'スプライス部位近傍領域との相互作用によってこの複合体を形成をもたらす。

## 関連文献
- “The uRNA database”. Nucleic Acids Research 25 (1):  102–3. (January 1997). doi:10.1093/nar/25.1.102. PMC 146409. PMID 9016512.